# Małyj Bereznyj (przystanek kolejowy)
Małyj Bereznyj (ukr. Малий Березний, cz. Malý Berezný) – przystanek kolejowy w miejscowości Małyj Bereznyj, w rejonie użhorodzkim, w obwodzie zakarpackim, na Ukrainie. Położony jest na linii Sambor – Czop.

## Historia
Przystanek istniał przed II wojną światową. W okresie przynależności tych okolic do Czechosłowacji nosił nazwę Malý Berezný.